# Щапово (агропредприятие)
«Щапово» — молочно-животноводческое предприятие в Щаповском поселении Новой Москвы.
Основано в 1962 году как опытное предприятие ВНИИ животноводства, в конце 1980-х годов преобразовано в многопрофильный агроконцерн, в 1990-е годы приватизировано, несколько раз сменило владельцев, банкротилось. В 2000-е годы модернизировано, восстановлено племенное поголовье, освоено производство моцареллы, с середины 2000-х годов хозяйство принадлежит компании «Абсолют». Юридическое лицо, управляющее хозяйством — открытое акционерное общество «Щапово-агротехно».
По состоянию на 2011 год поголовье — 850 коров голштино-фризской породы, надои — 5,655 млн кг молока в год, производство сыра — 121 тонн в год, также предприятием выпускается топлёное масло и пакетированное цельное молоко.

## История
С 1903 года в усадьбе Александрово действовала созданная последним её хозяином Ильёй Щаповым крестьянская сельская школа, преобразованная в 1924 году в сельскохозяйственный техникум. На его базе в конце 1920-х годов в Щапове организовано учебное хозяйство Московской сельскохозяйственной академии имени Тимирязева, где была развёрнута опытная база зоотехнического факультета. Учхоз занимал участок более 1 тыс. га, из которых 950 га занимали луга, содержалось крупное стадо коров остфризской, симментальской и ярославской пород, разводились свиньи и имелась пасека. Параллельно в Щапове в существовало несколько колхозов.

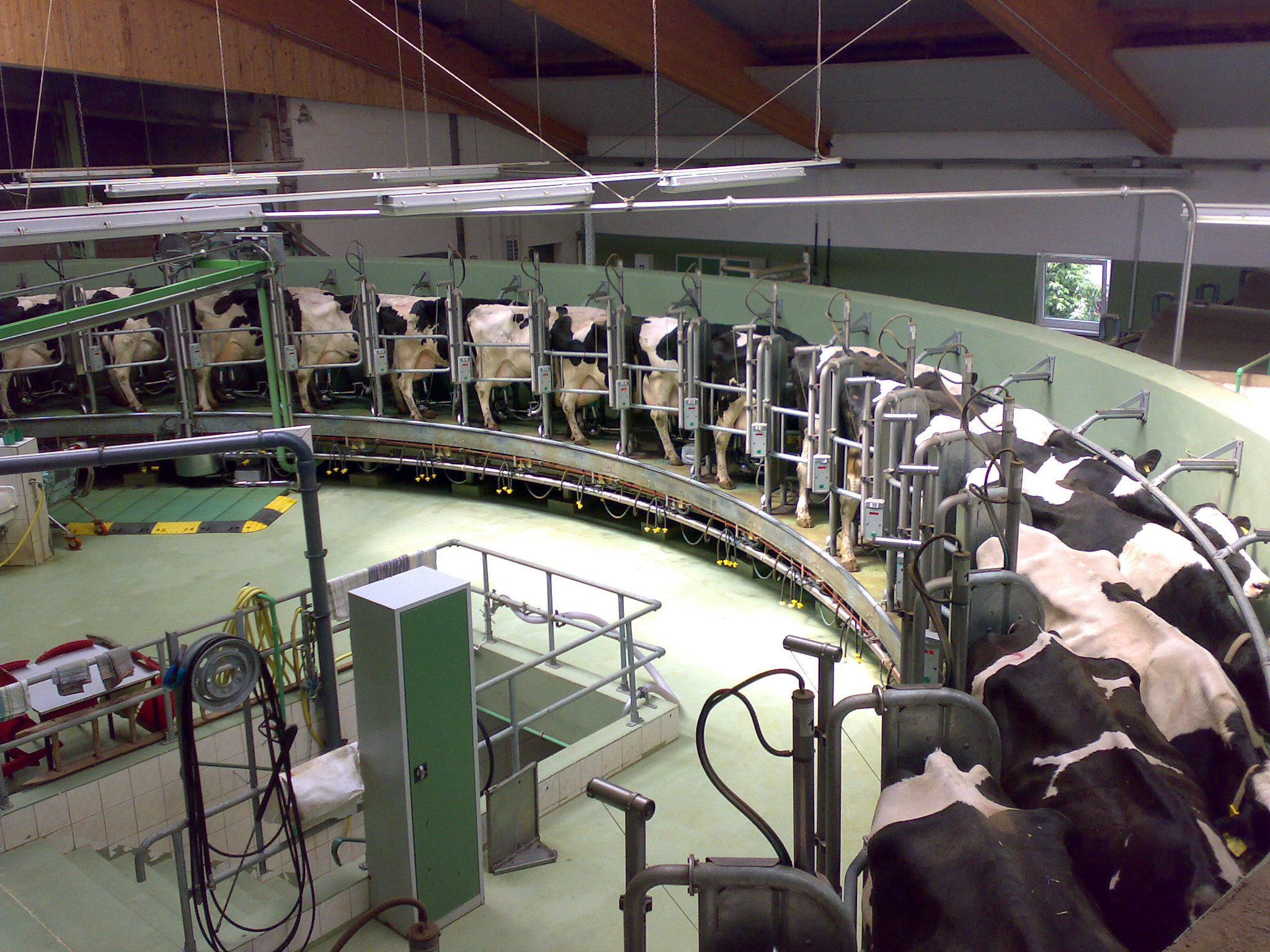
Германская карусельная доильная система, аналогичная закупленной в 1980-е годы в Щапово

В 1962 году два колхоза и учхоз Сельхозакадемии объединены в опытное молочно-животноводческое хозяйство при ВНИИ животноводства, за год до этого переведённого из Москвы в Дубровицы (6 км от Щапова). В начале 1970-х годов в рамках решения задач по индустриализации молочного животноводства в опытном хозяйстве построен молочный комплекс с поголовьем 2 тыс. коров; вокруг крупного предприятия в 1970-е годы фактически и сформировался современный посёлок Щапово. В начале 1980-х годов закуплено германское оборудование, уникальное для советских хозяйств: карусельная дойка, гидросмыв навоза, лента кормления. Стоимость скотоместа в комплексе составляла 3,6 тыс. руб., притом что на обычных фермах — 400—500 руб., однако удой в хозяйстве составлял лишь 2,5 тыс. кг в год с коровы — ниже, чем в среднем по отрасли. Часть оборудования в 1980-е годы необратимо вышла из строя (силосные башни промёрзли, сломалась система гидросмыва навоза).
В 1980-е годы предприятие сыграло важную роль в создании Музея истории усадьбы Александрово-Щапово, по инициативе директора Марата Бойновича с 1981 года начат сбор фондов для музея, во второй половине 1980-х на средства агропредприятия восстановлена Успенская церковь, и в ней установлен чехословацкий орган (воссоздание органного зала было поводом для реставрации храма, в 1995 году орган перевезён в отдельное помещение).
В начале 1988 году с внедрением в рамках Перестройки элементов рыночной экономики, на базе агропредприятия создан акционерный агроконсорциум «Щапово», отмечаемый как первая в СССР формация такого рода. Среди пайщиков консорциума, кроме самой агрофирмы «Щапово» и ВНИИ животноводства, были областные управления Агропромбанка и Промстройбанка, объединение «Внештехника», издательство «Известия», Куриловский авторемонтный завод (на балансе которого была молочная ферма), Подольский аккумуляторный завод (обладавший фермой по откорму крупного рогатого скота), Подольский мясокомбинат. По состоянию на первую половину 1990-х годов в консорциум входила молочная ферма на 200 коров с годовыми надоями 1 млн кг, бройлерное производство мощностью 300 тыс. цыплят в год, зверохозяйство на 100 тыс. шкурок в год, картофелеперерабатывающий завод. Во второй половине 1990-х годов и агроконсорциум, и агрофирма «Щапово» обанкротились, по состоянию на 1999 год консорциум находился в конкурсном производстве (притом консорциум указывался как дочернее предприятие агрофирмы).
В 2000 году агрофирма приобретена у Внешэкономбанка торговой сетью «Седьмой континент» с целью создания производства молочных продуктов для реализации в собственных магазинах под частной торговой маркой с фокусом на состоятельных покупателей, сумма сделки составила около $1 млн; предприятие получило наименование «Щапово-агротехно». Новые владельцы освоили производство моцареллы объёмом 120 тонн в год, сыр получил сбыт не только в магазинах «Седьмого континента», но также поставлялся в розничную сеть Spar, рестораны Patio Pizza компании «Росинтер». Около 2001 года около ⅓ акций было продано директору предприятия; суммарный объём инвестиций торговой сети в агрофирму составил около $300 тыс. 2002 год предприятие закончило с убытком 7,1 млн руб., поголовье составило 849 коров, удой 2,9 тыс. кг с коровы. В 2003 году торговая сеть продала агропредприятие структурам инвестиционной компании «Атон».
В 2005 году предприятие перешло под контроль компании «Абсолют» (приблизительно в то же время «Абсолют» приобрёл ещё одно подмосковное молочно-животноводческое хозяйство — учхоз Михайловское, на месте которого построил новое агропредприятие — «Рыжово»). В 2007 году на предприятии проведена реконструкция, закуплено новое немецкое оборудование, удой в 2007 году составил 7,4 тыс. кг молока на фуражную корову, начаты закупки в Европе племенных коров, только в 2009 году завезено 680 голштино-фризских нетелей. Общие объём инвестиций «Абсолюта» в хозяйство оценён на уровне $200 тыс.. В 2010 году выручка от продажи моцареллы выросла на 50 %, объём производства сыра составил 121 тонн, часть молока для сыроварения начала завозиться из «Рыжово».

## Руководство
Директор опытного хозяйства в 1970-е годы — Валентин Константинович Постылько. Директор агрофирмы в 1980-е — начале 1990-х годов — Марат Меерович Бойнович. В период владения хозяйством «Седьмым континентом» предприятие возглавляла Елена Петрова. Генеральный директор по состоянию в 2010-е годы — Ракиф Сабиров.

## Хозяйство
Дирекция располагается в посёлке Щапово. Площадь угодий и земельных участков — 3,6 тыс. га. Обслуживающий персонал — 26 человек. Основная площадка предприятия — ферма «Пёсье» (названа по соседней деревне), на которой расположено девять капитальных строений, общей площадью около 7,3 тыс. м².
По состоянию на 2011 год поголовье составляло 850 коров голштино-фризской породы. На ферме организовано беспривязное содержание скота в длинных ангарах, вдоль стен которых расположены стойла, а через середину проходит продольный кормовой стол шириной 5 метров. Основные операции по обслуживанию механизированы, в частности, обеспечены автоматизированные приготовление и раздача кормосмесей самопогрузочным миксером Storti, функционирует автоматический навозоубрщик. Среди недостатков механизации кормления отмечается отсутствие автоматизированных портов по внесению консервантов. Коровы разделены на группы по физиологическим показателям, для каждой группы используется специализированная рецептура кормов. Часть ангаров оборудовано резиновыми покрытиями, в остальных используется глубокая подстилка из соломы, сена и опилок, сменяемая раз в три недели.
Дойка организована дважды в сутки (в 6 и 17 часов по местному времени), средние надои — около 30 кг молока в сутки от одной коровы (в материалах «Абсолюта» за 2012 год сообщалось о суточных надоях 24 кг). Доильные установки выполнены в виде ямы с 14 местами для доения, установка доильных аппаратов осуществляется оператором, отключение — автоматическое. Молоко непосредственно поступает в центральный резервуар ёмкостью 15 тыс. литров, обеспечивающий охлаждение сырья до +3 °С.
Отдельный двор предназначен для искусственного осеменения. Уровень оплодотворяемости в хозяйстве — 50 % — 60 %, используется сексированное семя (повышающее вероятность рождения тёлок), однако до ¼ приплода составляют бычки. Бычки выращиваются 2—3 недели и сбываются в частные руки или откормочным хозяйствам, средний вес бычка на продажу — 42 кг. Для отёла организован отдельный двор, телят три дня отпаивают размороженным молозивом, потом переводят в индивидуальные дома, где выкармливают заменителем цельного молока до возраста трёх месяцев, после чего переводятся в общую группу для молодняка, где их приучают к общим кормам. По достижении веса 150 кг тёлок переводят во взрослое стадо, к возрасту 12 месяцев их вес достигает 400 кг, ещё через месяц осуществляется первое осеменение.
В хозяйстве функционирует программная система управления поголовьем Dairy Comp 305, обеспечивающая индивидуальный учёт всех операций и событий: для каждой коровы ведётся её родословная, учитываются результаты всех её доек (регистрирующиеся автоматически благодаря использованию транспондеров в ошейниках коров и датчиков молокоотдачи в доильных аппаратах), распределения по группам и перегоны по дворам, осеменения, отёлы, болезни.
Кормовые травы выращиваются на собственных угодьях и консервируются в полимерных рукавах Ag-bag под открытым небом. Из-за того, что вороны проклёвывают рукава и корм из-за доступа воздуха прокисает, в хозяйстве также сохранены силосные траншеи.
Рентабельность хозяйства в целом по состоянию на 2011 год оценивается владельцами как нулевая, притом рентабельность сыродельного производства отмечается на уровне 40 %.